# Pièce pour deux pianos
Pièce pour deux pianos est une œuvre pour deux pianos de Nadia Boulanger composée en 1910.

## Présentation
Pièce pour deux pianos est composé en 1910.
Le manuscrit autographe de l'œuvre, conservé à la BnF (Ms. 19516), est daté à la fin « 25 avril 1910 » mais ne porte pas de titre. Ce dernier a été ajouté par Cécile Armagnac, ancienne secrétaire générale et membre fondatrice de la Fondation internationale Nadia et Lili Boulanger.
La partition est inédite à l'édition.
Pauline Lambert, animatrice sur les antennes de Radio Classique, relève que « telle une rengaine qui circule entre les deux pianos, la mélodie est espiègle et entraînante. Une brève ombre passagère, jouée à l'unisson dans le grave du clavier, vient tempérer cet élan avant le retour du premier thème et son flot ininterrompu de croches ».
Dans le catalogue des œuvres de Nadia Boulanger établi par la musicologue Alexandra Laederich, Pièce pour deux pianos porte le numéro NB 40.

## Discographie
- Sisters : Lili & Nadia Boulanger, Complete Piano Works, Johan Farjot (piano), Klarthe, 2021 — premier enregistrement mondial[3].